# كونراد أو. جونسون
كونراد أو. جونسون (بالإنجليزية: Conrad O. Johnson)‏ هو موزع ومدرس أمريكي، ولد في 15 نوفمبر 1915، وتوفي في 3 فبراير 2008.

## وصلات خارجية
- كونراد أو. جونسون على موقع ميوزك برينز (الإنجليزية)
- كونراد أو. جونسون على موقع أول ميوزيك (الإنجليزية)
- كونراد أو. جونسون على موقع ديسكوغز (الإنجليزية)